# Dorfkirche Selka

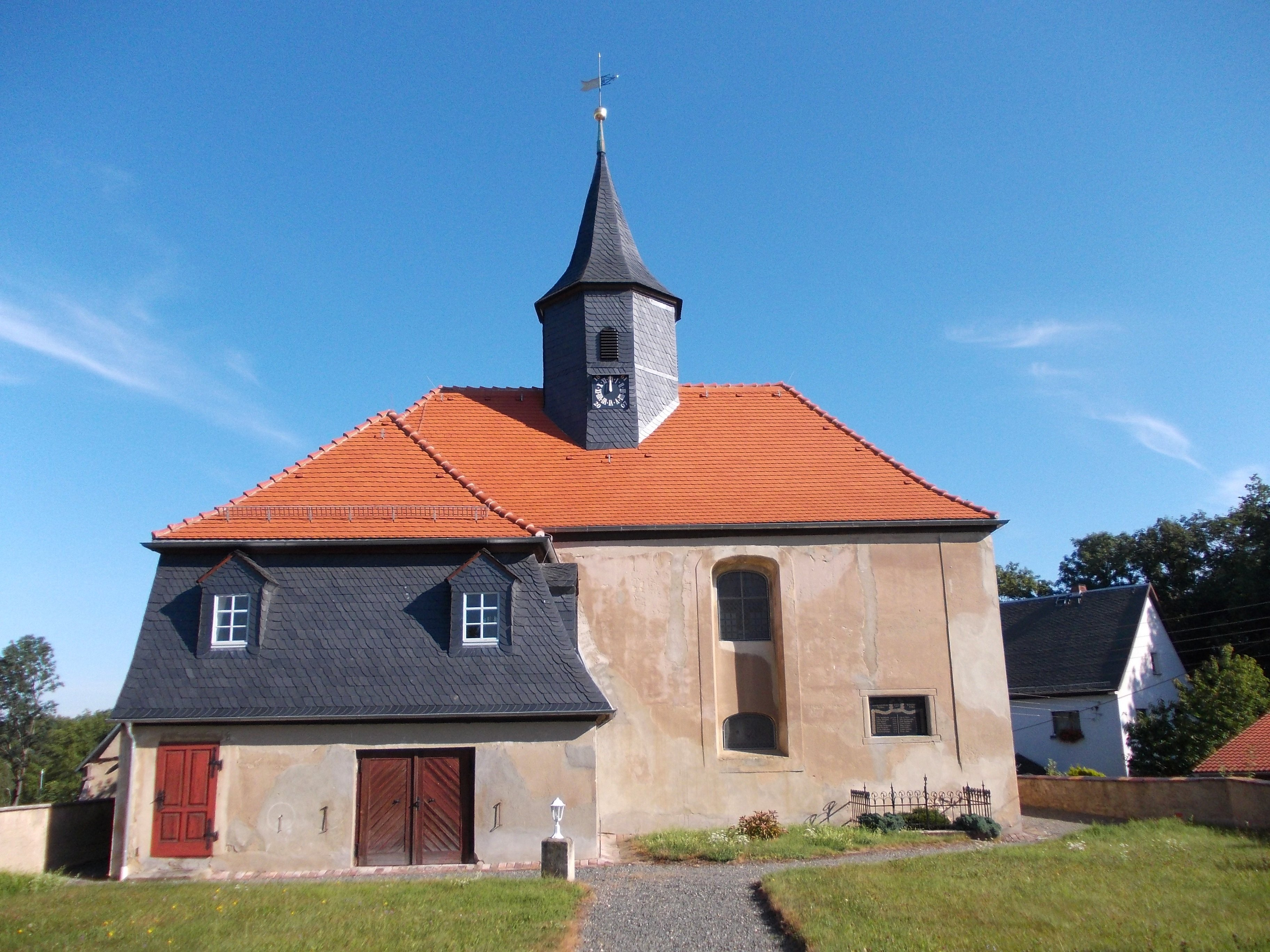
Die Kirche

Die evangelisch-lutherische Dorfkirche Selka steht im Ortsteil Selka der Stadt Schmölln im Landkreis Altenburger Land in Thüringen. Sie gehört zum Evangelisch-Lutherischen Kirchspiel Schmölln im Kirchenkreis Altenburger Land der Evangelischen Kirche in Mitteldeutschland.

## Geschichte
Diese Dorfkirche wurde auf dem Platz einer unbekannten Vorgängerin als Saalkirche erbaut. Sie ist mit farbigen Glasfenstern ausgestattet. Im Kirchenschiff befindet sich eine dreiseitige Empore. Die Ausstattung ist weitgehend in einem guten Zustand.

## Stiftung KIBA
Das Förderjahr der Stiftung zur Bewahrung kirchlicher Baudenkmäler in Deutschland (KiBa) war 2007. Die Mauerkronensanierung und Erneuerung des Daches wurden durchgeführt.